# Vuovosjaure
Vuovosjaure är en sjö i Sorsele kommun i Lappland och ingår i Umeälvens huvudavrinningsområde. Sjön har en area på 2,76 kvadratkilometer och ligger 481 meter över havet. Vuovosjaure ligger i Vindelfjällen Natura 2000-område. Sjön avvattnas av vattendraget Vuovosjukke.

## Delavrinningsområde
Vuovosjaure ingår i det delavrinningsområde (731044-153645) som SMHI kallar för Utloppet av Vuovosjaure. Medelhöjden är 583 meter över havet och ytan är 34,34 kvadratkilometer. Räknas de 13 avrinningsområdena uppströms in blir den ackumulerade arean 230,09 kvadratkilometer. Vuovosjukke som avvattnar avrinningsområdet har biflödesordning 3, vilket innebär att vattnet flödar genom totalt 3 vattendrag innan det når havet efter 379 kilometer. Avrinningsområdet består mestadels av skog (77 procent) och sankmarker (13 procent). Avrinningsområdet har 2,83 kvadratkilometer vattenytor vilket ger det en sjöprocent på 8,2 procent.